# Juicy (chanson de Doja Cat)
Pour les articles homonymes, voir Juicy (homonymie).
Juicy est une chanson de Doja Cat issue de son premier album studio Amala (Deluxe Edition).

## Classements
| Classement (2017)       | Meilleure position |
| ----------------------- | ------------------ |
| Australie (ARIA)        | 68                 |
| Nouvelle-Zélande (RMNZ) | 35                 |